# Sergej Fëdorovič Platonov
Sergej Fëdorovič Platonov (Černigov, 27 giugno 1860 – Samara, 10 gennaio 1933) è stato uno storico russo.

## Biografia
Insegnò nell'Università di Pietroburgo; nel 1909 divenne membro corrispondente dell'Accademia delle Scienze e nel 1920 (fino al 1931) ne fu membro effettivo.
Studiò soprattutto la storia politica della Russia fra il XVI e il XVII secolo, compiendo una considerevole opera di recupero e di pubblicazione delle fonti. Nel gennaio del 1930, il regime sovietico, al quale non aveva aderito, lo pose in stato d'accusa per "complotto monarchico" : venne allora esiliato a Samara, ove morì tre anni dopo.
Nel 1909 aveva pubblicato una voluminosa Storia della Russia, dalle origini al 1905. Nel 1925 uscì la Storia della Russia dalle origini al 1918, con l'aggiunta di due sole pagine rispetto alla precedente pubblicazione. Antonio Gramsci, che lesse l'opera nel carcere di Turi nel 1929, la definì « una doppia truffa » editoriale, anche per la scarsa qualità storiografica: sull'origine delle città - commentò - la « ventina di pagine dello storico belga Pirenne valgono tutta la zuppa di cavoli del Platonov ».

## Opere
- Le leggende e i racconti russi sull'età dei torbidi del XVII secolo come fonti storiche (1888), opera che ottenne il "Premio Uvarov" dell'Accademia Imperiale delle Scienze Russa.
- Lezioni di storia russa (1899)
- Storia della Russia  (1909)
- Boris Godunov (1921), ed. it. Milano, Dall'Oglio, 1961
- Ivan Il Terribile (1924)